# Fosfor

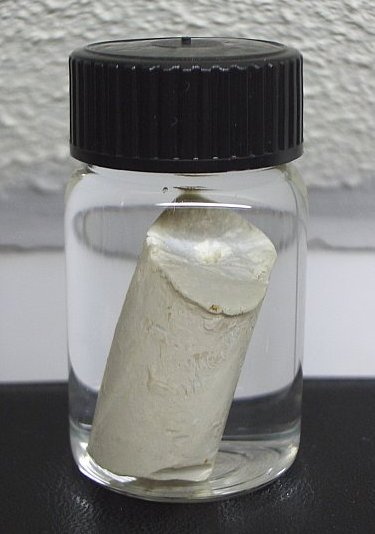
Witte fosfor in water

Fosfor is een scheikundig element met symbool P en atoomnummer 15. Het is een niet-metaal dat in verschillende kleuren kan voorkomen waarvan rode en witte fosfor het bekendst zijn. Witte fosfor vermengd met een klein beetje rode fosfor wordt gele fosfor genoemd.

## Ontdekking
Fosfor is in 1669 ontdekt door de Duitse alchemist Hennig Brand toen hij urine onderzocht. In een poging de zouten in te dampen, viel het hem op dat er een wittige stof achterbleef die oplichtte in het donker en brandbaar was. De naam heeft fosfor te danken aan het Griekse woord φωσφόρος, phosphoros, dat net zoals het Latijnse woord lucifer is te vertalen met lichtdrager. Phosphoros was in de Griekse mythologie een van de personificaties van de planeet Venus.

## Toepassingen
Fosfor is van groot belang in de landbouw voor de productie van kunstmest,  het superfosfaat. Hiervoor worden geconcentreerde oplossingen van difosforpentoxide P4O10 als basis gebruikt. In planten is fosfor van belang voor de ontwikkeling van wortels, voor de bloei en voor het rijpen van vruchten en zaden.
In de vorm van natriumtrifosfaat Na5P3O10 wordt het gebruikt om de hardheid van water te verlagen. Fosfaten uit ongezuiverd afvalwater en andere bronnen zijn een voedingsbron voor micro-organismen en algen, en het grootschalig gebruik van fosfaathoudende wasmiddelen heeft bijgedragen tot de eutrofiëring van oppervlaktewater.
Het giftige witte fosfor, eventueel vermengd met rode forsfor, wordt behalve voor kunstmest, gebruikt voor lucifers, vuurwerk, rookbommen en pesticiden .
Andere gebieden waarin fosfor wordt gebruikt zijn:
- Fosfaten dienen als grondstof voor speciaal glas dat wordt gebruikt voor natriumlampen.
- Fosfor wordt soms toegevoegd aan staal.
- Met zwavel reageert het tot fosforpentasulfide dat een belangrijk industrieel chemisch tussenproduct is.

In de biologie speelt fosfor een belangrijke rol. DNA en RNA bestaan voor een deel uit anorganisch fosfor en in de vorm van adenosinetrifosfaat ATP is fosfor belangrijk voor de opslag en transport van energie. Botten bestaan voor een groot deel uit calciumfosfaat. Fosfolipiden zijn essentiële bestandsdelen van celmembraan en zijn betrokken bij zeer veel stofwisselingsreacties.

## Vormen van fosfor
In de gasfase bestaat fosfor uit moleculen P4-moleculen in de vorm van een regelmatig viervlak. Bij hoge temperaturen > 800 °C vallen deze moleculen uiteen tot P2-moleculen, te vergelijken met distikstof. Bij kamertemperatuur levert een damp van P4 na condensatie een vaste stof op, die witte fosfor heet. De moleculen P4 zijn dan allemaal intact en in die vorm is het goed oplosbaar in bijvoorbeeld zwavelkoolstof CS2. De moleculen P4 maken dat witte fosfor chemisch reactief is. Het kan spontaan ontbranden en ook reageren met bijvoorbeeld een hete oplossing natriumhydroxide NaOH, waarbij het onderfosforigzuur vormt. De reactiviteit komt door de instabiliteit van de het molecuul P4 en ook door de "spanning" die erin aanwezig is.
De witte vorm is een metastabiele fase die bij kamertemperatuur een lichaamsgecentreerd kubische kristalstructuur heeft. Bij 195,2 K gaat deze reversibel over in een andere, waarschijnlijk hexagonale structuur.
Onder invloed van daglicht of verhitting gaan de viervlakken P4 openklappen en ontstaat langzaam de stabielere rode fosfor. Die is veel minder reactief en ontbrandt niet spontaan aan de lucht. Bij kamertemperatuur vormt zich onder invloed van licht in eerste instantie een amorfe vaste stof die maar zeer langzaam uitkristalliseert. Bij temperaturen hoger dan 200 °C vindt dit proces veel sneller plaats en vormt zich de stabiele kristallijne rode fase.
Het voorkomen in meerdere verschijningsvormen van fosfor wordt allotropie genoemd. Naast de witte en rode vorm zijn er nog een aantal andere modificaties bekend zoals de zwarte en de scharlakenrode en de vezelachtige fase, ieder met hun eigen kristalstructuren.
De giftigheid van de witte fosfor komt ook door de reactieve moleculen P4. De stabiele rode fosfor op het strijkvlak van een luciferdoosje is niet meer gevaarlijk.

## Opmerkelijke eigenschappen
Fosfor komt het meest voor als een witte vaste stof met een karakteristieke geur, maar het kan ook rood zijn. Het is niet oplosbaar in water maar wel in koolstofdisulfide. Zuivere fosfor ontbrandt spontaan bij aanwezigheid van lucht tot difosforpentoxide P4O10, vaak foutief aangeduid als P2O5. Fosfor wordt daarom doorgaans onder water of olie bewaard.
Fosfor kan onder water branden. Brandende fosfor kan niet met water worden gedoofd. Om de brandende fosfor te doven is Bordeauxse pap nodig, een oplossing van twee gewichtsdelen koper(II)sulfaat en een deel kalk in 100 delen water. Brandend fosfor wordt ook wel Grieks vuur genoemd, omdat een soortgelijk wapen door de Oude Grieken gebruikt werd om vijandelijke schepen tot zinken te brengen.

## Verschijning
Omdat het zo gemakkelijk reageert met andere materialen komt fosfor in de natuur niet in ongebonden toestand voor. Het komt daarentegen gebonden in veel verschillende mineralen voor en is in die vorm een belangrijke bron voor de industrie. Deze mineralen worden in grote hoeveelheden gewonnen in onder andere Rusland, Marokko en de Verenigde Staten. Zuivere fosfor wordt uit mineralen gewonnen door verhitting in aanwezigheid van koolstof of silicium.

## Fosforchemie

### Fosforzuren en afgeleide zouten
Er is een vrij groot aantal op de oxiden van fosfor gebaseerde zuren en zouten bekend:
| formule | oxidatiegetal | naam                 | bekend als  | naam zuurrest     |
| ------- | ------------- | -------------------- | ----------- | ----------------- |
| H3PO2   | +1            | onderfosforigzuur    | zuur / zout | hypofosfiet       |
| HPO2    | +3            | metafosforigzuur     | zuur / zout | metafosfiet       |
| H4P2O5  | +3            | pyrofosforigzuur     | zuur / zout | pyrofosfiet       |
| H3PO3   | +3            | orthofosforigzuur    | zuur / zout | orthofosfiet      |
| H4P2O6  | +4            | onderfosforzuur      | zuur / zout | hypofosfaat       |
| HPO3    | +5            | metafosforzuur       | zout        | metafosfaat       |
| H5P3O10 | +5            | trifosforzuur        | zout        | trifosfaat        |
| H4P2O7  | +5            | pyrofosforzuur       | zuur / zout | pyrofosfaat       |
| H3PO4   | +5            | fosforzuur           | zuur/zout   | orthofosfaat      |
| H3PO5   | +5            | peroxomonofosforzuur | zout        | peroxomonofosfaat |
| H4P2O8  | +5            | peroxodifosforzuur   | zout        | peroxodifosfaat   |

## Isotopen
Er zijn verschillende isotopen van fosfor, de drie meest stabiele daarvan staan in de tabel hieronder.
| Stabielste isotopen | Stabielste isotopen | Stabielste isotopen      | Stabielste isotopen      | Stabielste isotopen      | Stabielste isotopen      |
| Iso                 | RA %                | t                        | VV                       | VE MeV                   | VP                       |
| ------------------- | ------------------- | ------------------------ | ------------------------ | ------------------------ | ------------------------ |
| 31P                 | 100                 | stabiel met 16 neutronen | stabiel met 16 neutronen | stabiel met 16 neutronen | stabiel met 16 neutronen |
| 32P                 | syn                 | 14,262 d                 | β−                       | 1,711                    | 32S                      |
| 33P                 | syn                 | 25,34 d                  | β−                       | 5845                     | 33S                      |

- Iso – isotopen
- RA – relatieve aanwezigheid
- t – halveringstijd
- VV – vervalvorm, radioactiviteit
- VE – vervalenergie
- VP – vervalproduct

Behalve het stabiele fosfor-31 31P kunnen de radioactieve isotopen fosfor-32 32P en fosfor-33 33P ontstaan.

## Toxicologie en veiligheid
Voor mensen is fosfor giftig en de LD50 waarde ligt rond 50 mg/kg lichaamsgewicht. Witte fosfor moet onder water worden bewaard om te voorkomen dat het ontbrandt aan de lucht. Rode fosfor is minder gevaarlijk dan de witte variant. Toch moet fosfor ook in deze vorm voorzichtig worden behandeld omdat het bij sommige temperaturen zeer giftige dampen kan afgeven.

## Websites
- Lenntech.nl - fosfor
- (en) EnvironmentalChemistry.com - fosfor
- (en) WebElements.com - fosfor

Stikstof ·
Fosfor ·
Arseen ·
Antimoon ·
Bismut ·
Moscovium